# Melanie Booth
Melanie Lynn Booth (Burlington (Ontário), 24 de agosto de 1984) é uma ex-futebolista canadense que atuava defensora, medalhista olímpica. 

## Carreira
Melanie Booth fez parte do elenco medalha de bronze em Londres 2012.